# St. Theresia (Erlangen)

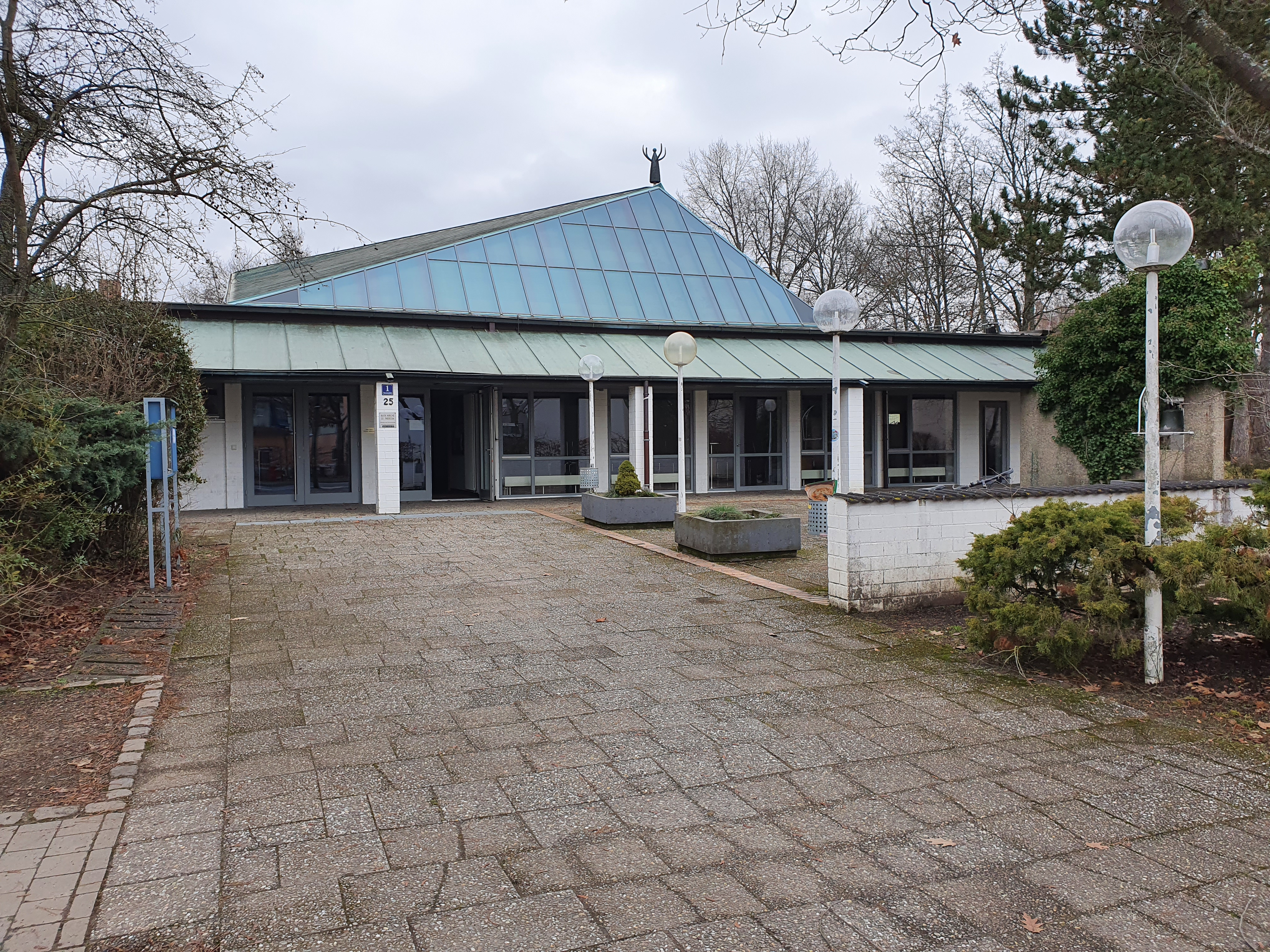
Außenansicht der Pfarrkirche St. Theresia von Süden

Die römisch-katholische Pfarrkirche St. Theresia in Erlangen ist ein moderner Zentralbau, der 1973 nach den Plänen von Claus Uhl errichtet wurde. Er bildet den Mittelpunkt der gleichnamigen Pfarrei, deren Gebiet sich über die Stadtteile Sieglitzhof, Buckenhofer Siedlung und Teile des Röthelheimparks sowie über die Ortschaft Buckenhof erstreckt. Im Westen reicht der Pfarrsprengel bis zur Schleifmühl-, Wilhelm- und Hartmannstraße.
Die Kirchenpatronin ist die heilige Thérèse von Lisieux.

## Geschichte
Die Anfänge der katholischen Gemeinde im Erlanger Osten reichen bis zum Ende der 1950er Jahre zurück. Damals wurden die ersten Gottesdienste in der US-amerikanischen Kapelle in der Artilleriestraße gefeiert. Das Gebiet war damals Teil der Pfarrei Herz Jesu, der ältesten katholischen Pfarrei Erlangens nach der Reformation. Das erste kircheneigene Bauwerk im heutigen Pfarrgebiet war der Kindergarten St. Nikolaus an der Ecke Löhestraße/Moltkestraße, der 1960 eröffnet wurde. 1963 gründete man einen Kirchenbauverein, um den finanziellen Grundstock für eine eigene Kirche zu schaffen. Ein erstes Gotteshaus wurde 1967 mit der Notkirche, einem mit Eternitplatten verkleideten Holzbau, eröffnet. Diese war bereits der heiligen Thérèse von Lisieux geweiht. 1968 wurde in unmittelbarer Nachbarschaft der heutigen Kirche der Kindergarten St. Theresia in Betrieb genommen. Beide Kindergärten bestehen bis heute und befinden sich in der Trägerschaft der Pfarrei St. Theresia.
Im Jahr 1968 wurde erstmals ein Pfarrgemeinderat gewählt, der sich der Planung von Kirche und Gemeindezentrum widmete. Nach zählen Verhandlungen mit dem Erzbischöflichen Ordinariat in Bamberg konnte er erreichen, dass das notwendige Budget von rund 1,7 Millionen D-Mark in den Haushaltsplan der Erzdiözese eingestellt wurde. Die Kosten für die Kirchenausstattung in Höhe von etwa 300.000 D-Mark hatte die Pfarrgemeinde selbst zu tragen. Der von dem Erlanger Architekten Claus Uhl konzipierte Bau wurde 1973 fertiggestellt. Am 20. Oktober 1973 wurde die Weihe durch Weihbischof Martin Wiesend vollzogen. Gleichzeitig wurden das unmittelbar benachbarte Gemeindezentrum und der Jugendclub Orange eröffnet.
Zum 1. März 1979 wurde St. Theresia zur Pfarrei erhoben.
Im Jahr 2003 wurde der Kindergarten St. Theresia durch einen Neubau ersetzt. Im selben Jahr begann eine umfassende Kirchenrenovierung, die aufgrund der schwierigen finanziellen Situation in mehreren Etappen unter finanzieller und tatkräftiger Mithilfe der Gemeindemitglieder durchgeführt wurde. 2006 wurden der Pfarrsaal und die Gruppenräume umgebaut. Die Maßnahmen fanden in den Jahren 2012/13 mit der Innenrenovierung ihren Abschluss. Dabei wurden unter anderem eine Fußbodenheizung und eine neue Orgel des Orgelbauers Thomas Eichfelder aus Bamberg eingebaut.

## Architektur
Der quadratische Zentralbau besitzt ein asymmetrisches Zeltdach. An dessen Spitze befindet sich eine rund 1,5 Meter hohe, vierarmige Bronzefigur, die von dem Erlanger Bildhauer Heinrich Kirchner geschaffen wurde. Der nach oben hin konisch zulaufende Körper trägt vier nach oben gebogene, an den Enden abgeflachte Arme in etwa gleichem Abstand. Den Kopf bildet eine kleine Kugel. Die Plastik wird auch als Kreuzfigur oder als vierarmiger Engel bezeichnet. Bewusst an die ehemalige Notkirche erinnernd, wurde auf den Bau eines Turms verzichtet. An der Südseite ist das Gemeindezentrum angebaut, an der Westseite die Werktagskapelle und auf der Nordseite die Sakristei. Diese drei ineinander übergehenden Baukörper besitzen jeweils ein Flachdach.
Der quadratische Kirchenraum bietet rund 250 Sitzplätze. Er wird durch insgesamt 13 Rundfenster an der Ostseite und in der westlich angebauten Werktagskapelle sowie den nach Süden ausgerichteten, verglasten Teil des Zeltdachs beleuchtet. Der Zugang erfolgt durch zwei doppelflüglige Portale an der südwestlichen und nordöstlichen Ecke. Der Altarraum ist im nordwestlichen Bereich der Kirche angeordnet und wird somit besonders durch das südliche Giebelfenster illuminiert. Am Übergang zwischen der Hauptkirche und der zum Kirchenraum hin offenen Werktagskapelle befindet sich in einer nur scheinbaren tragenden Rundsäule der Tabernakel. Das Fußbodenniveau im Innenraum fällt zum Altar hin leicht ab.

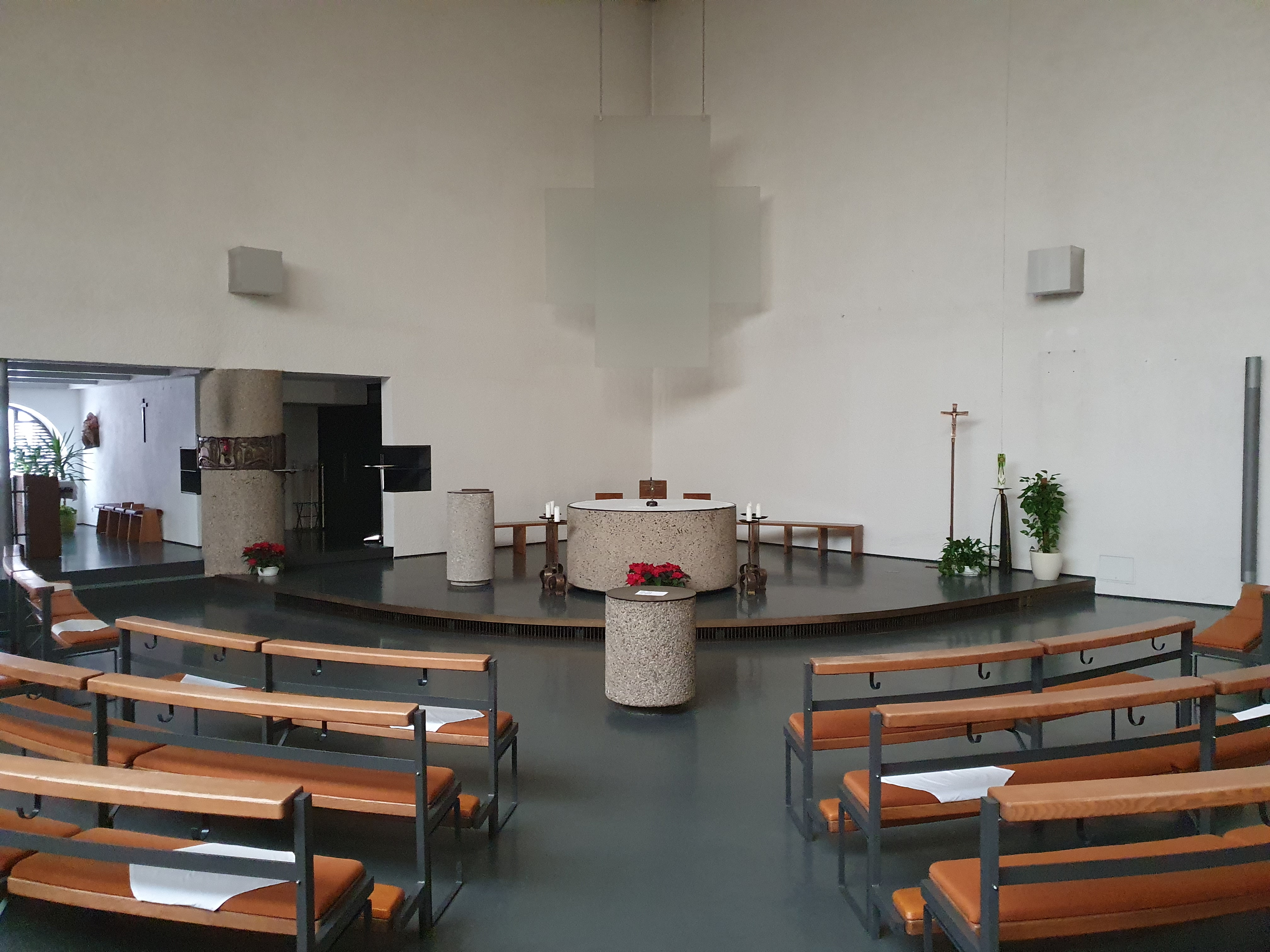
Altarraum, im Vordergrund der Taufstein
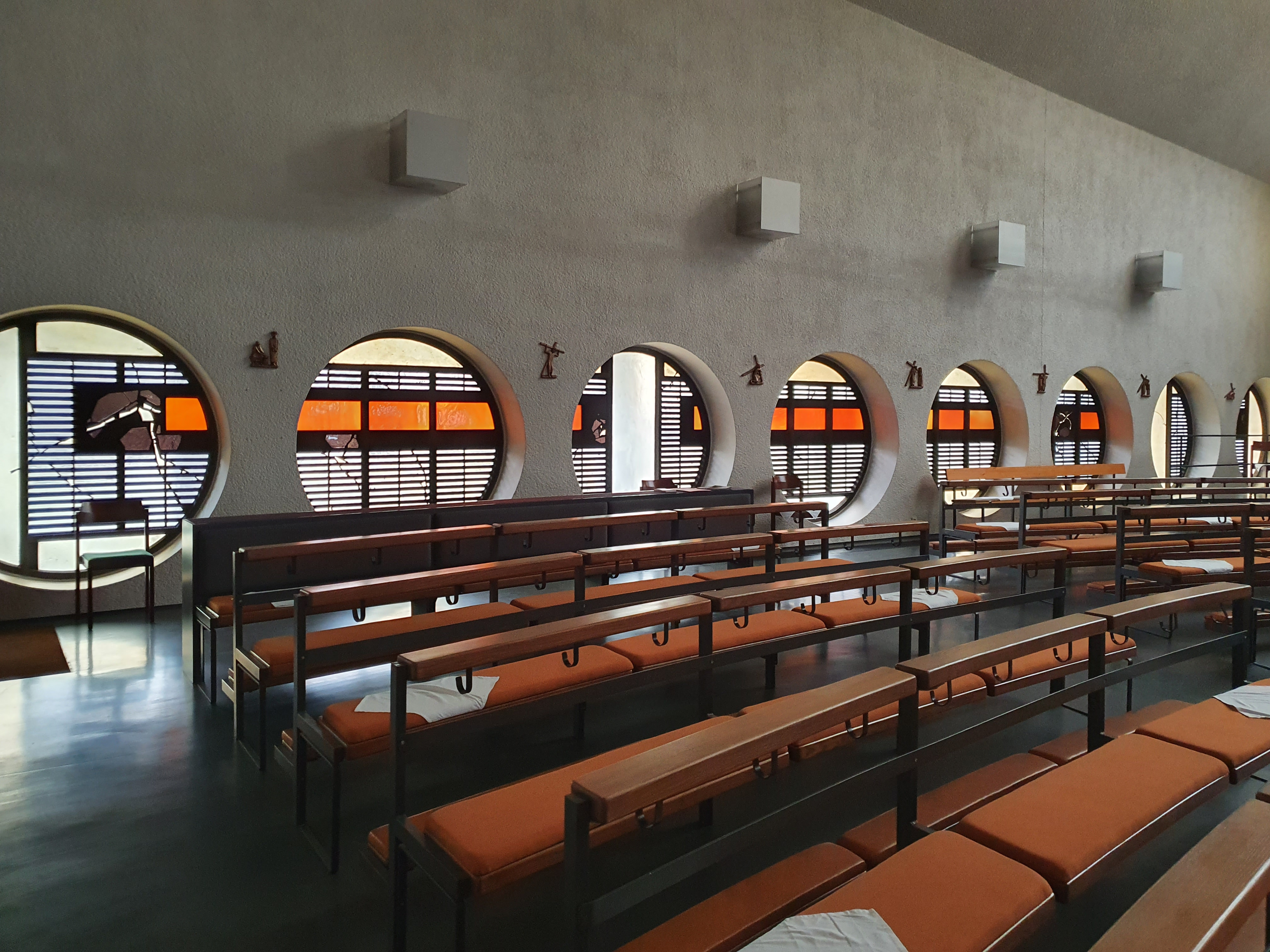
Rundfenster auf der Ostseite
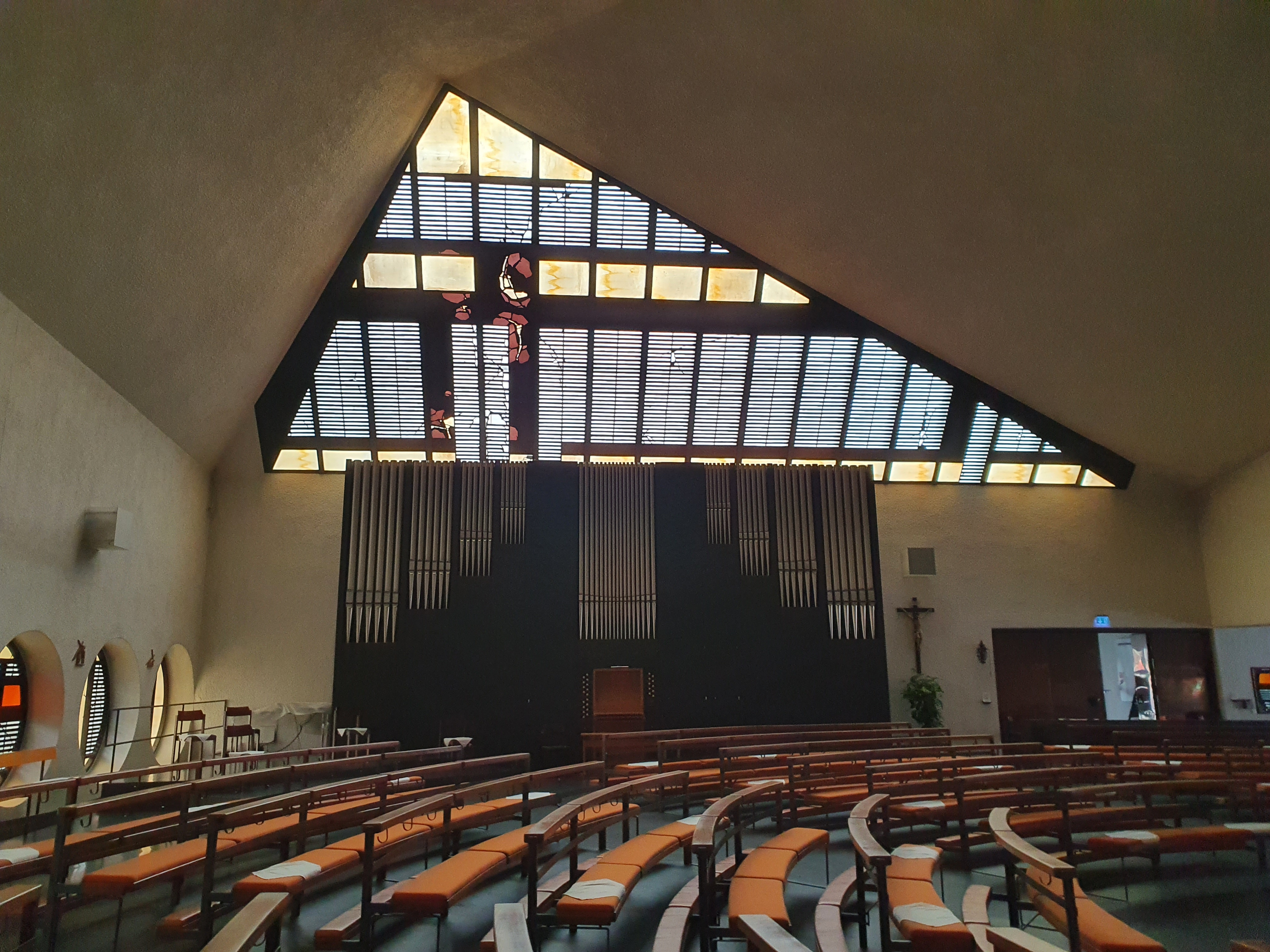
Eichfelder-Orgel (2013) und Giebelfenster
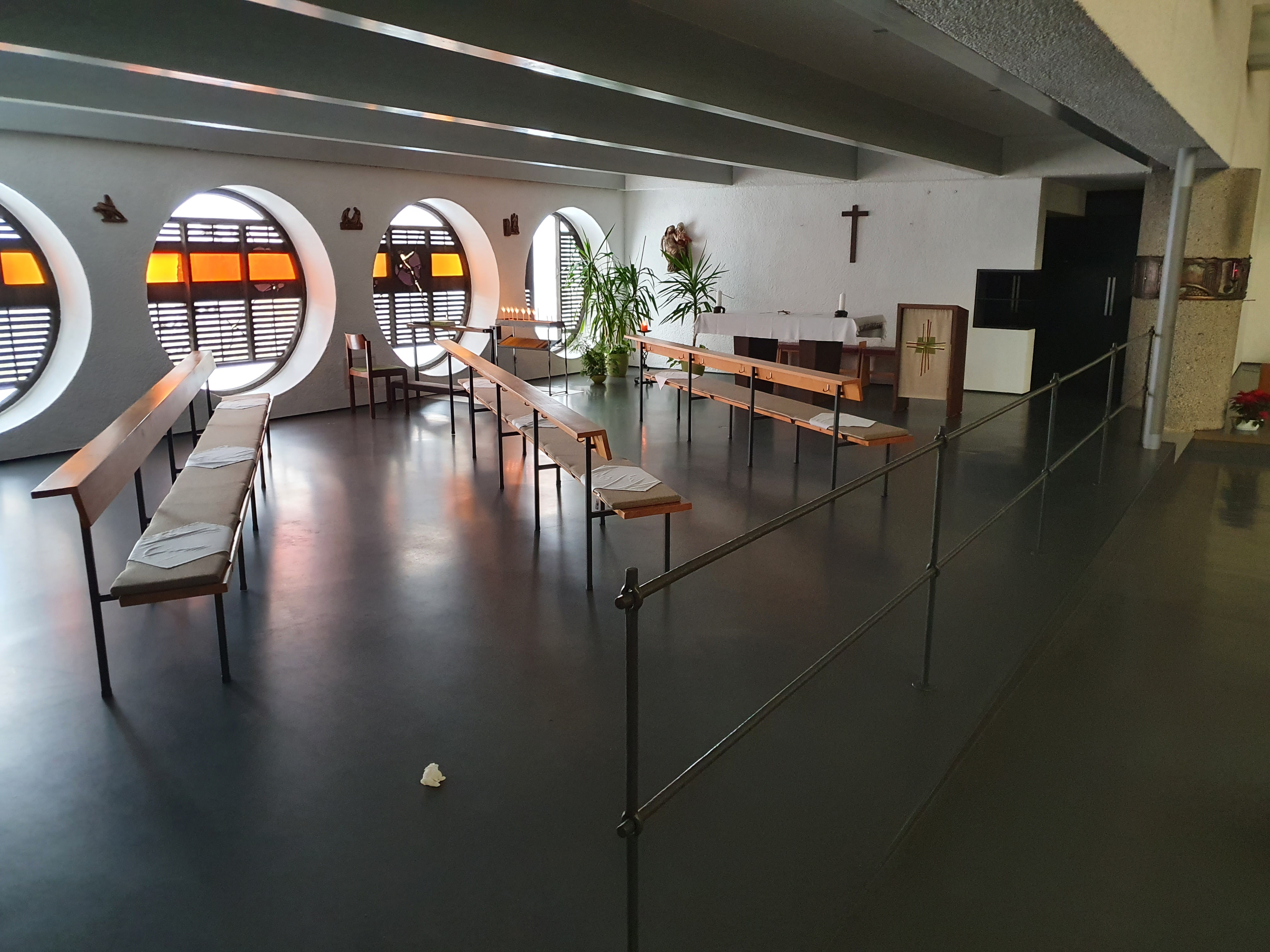
Blick in die Werktagskapelle

## Ausstattung

### Altarraum
Der Volksaltar, der Ambo, der dem Altarraum vorgelagerte Taufstein und die Tabernakelsäule besitzen jeweils eine kreisrunde Form und eine waschbetonähnliche Oberfläche. Der Ambo wurde erst im Zuge der Renovierung von 2012/13 dieser Gestaltung angeglichen. Der aus Bronze gefertigte Tabernakel wurde von der Künstlerin Michaela Kirchner (1942–2015), einer Tochter Heinrich Kirchners, geschaffen. Er besitzt zwei doppelflüglige Türen, die der Hauptkirche und der Werktagskapelle zugewandt sind. Beide greifen jedoch auf denselben Innenraum zu, sodass Hauptkirche und Werktagskapelle gleichsam im Allerheiligsten verbunden sind. Der Tabernakel ist in eine Rundsäule eingelassen, die mit einem umlaufenden Bronzerelief verziert ist.
Außerdem gestaltete Michaela Kirchner auch die Leuchter und Türgriffe aus Bronze. Im Zuge der Renovierung von 2012/13 kamen ein Kreuzweg aus Bronze und bronzene Abdeckplatten für Altar, Taufstein und Ambo hinzu. Letztere wurden von dem Künstler Stefan Vogel geschaffen. Über dem Altarraum wurde, ebenfalls im Rahmen dieser Maßnahme, ein Glaskreuz der Künstlerin Bernadette Hörder angebracht. Es besteht aus zwei im rechten Winkel übereinandergelegten, milchig-weißen Glasplatten. Trotz seiner Größe ist das Kreuz aufgrund seiner Transparenz eher unscheinbar. Durch Reflexionen ergibt sich aus verschiedenen Blickwinkeln ein jeweils anderes Erscheinungsbild.

### Glasfenster
Die Rundfenster und das südliche Giebelfenster wurden von dem hessischen Künstler Johannes Schreiter mit Glasgemälden versehen. Durch den Verzicht auf dingliche Darstellung wird dem Betrachter die Möglichkeit gegeben, sich individuell in stiller Betrachtung mit den Motiven auseinanderzusetzen.

### Orgel

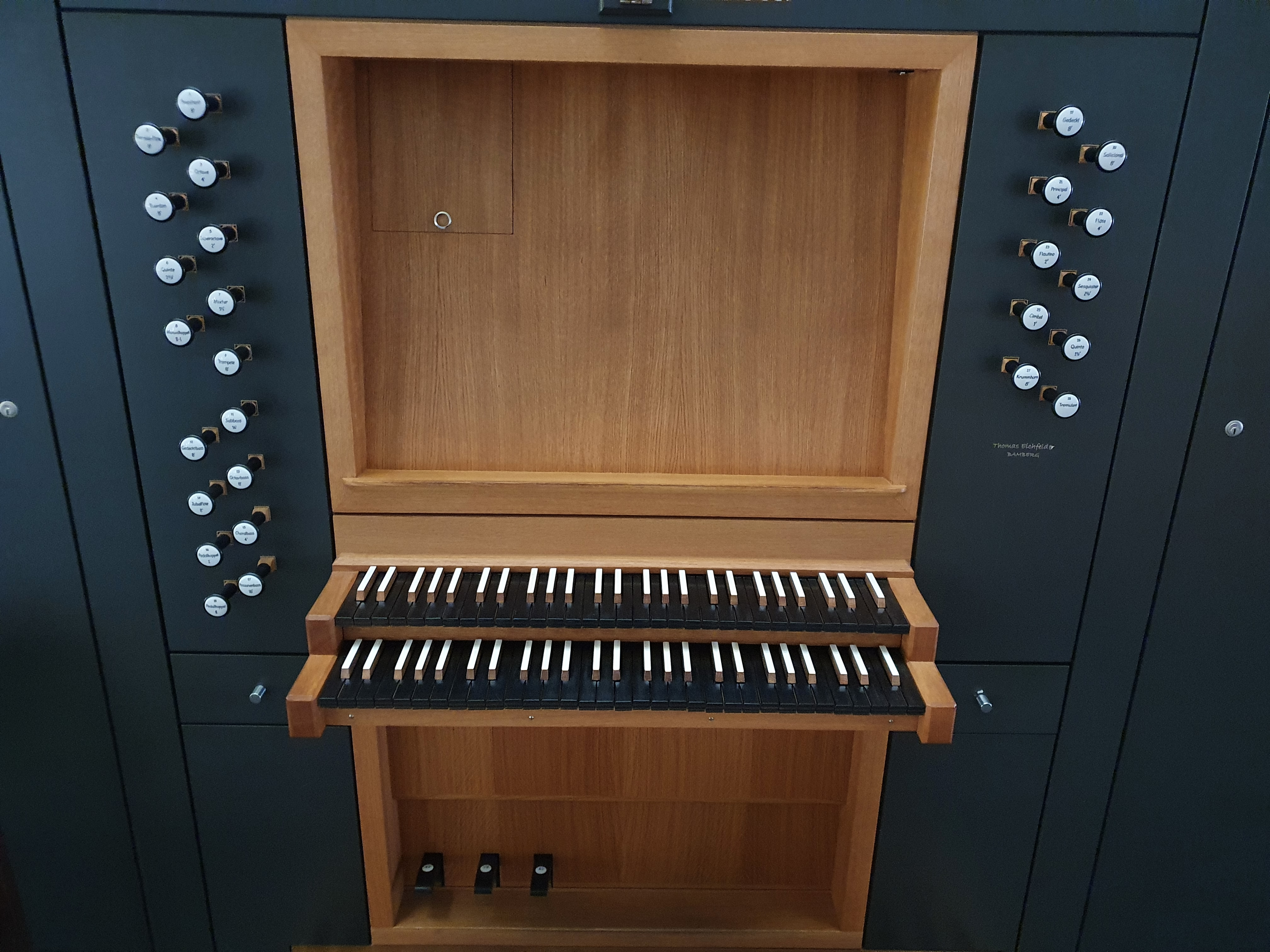
Spieltisch der Eichfelder-Orgel (2013)

Die erste Pfeifenorgel der Pfarrkirche St. Theresia war im Altarraum aufgestellt. 2013 wurde unterhalb des Giebelfensters unter Verwendung von altem Pfeifenmaterial von Thomas Eichfelder aus Bamberg eine neue Orgel eingebaut. Das Instrument umfasst insgesamt 23 Register auf zwei Manualen und Pedal. Die Disposition lautet wie folgt:
| I Hauptwerk C–g3 |                 |       |
| 1.               | Bourdon         | 8′    |
| 2.               | Praestant       | 8′    |
| 3.               | Theresiaflöte 0 | 8′    |
| 4.               | Octave          | 4′    |
| 5.               | Quinte          | 2 ⁄3′ |
| 6.               | Superoctave     | 2′    |
| 7.               | Mixtur IV       | 1 ⁄3′ |
| 8.               | Trompete        | 8′    |

| II Positiv C–g3 |                  |                |
| 09.             | Gedeckt          | 8′             |
| 10.             | Salicional       | 8′             |
| 11.             | Principal        | 4′             |
| 12.             | Flöte            | 4′             |
| 13.             | Sesquialter II 0 | 2 ⁄3′ + 1 3⁄5′ |
| 14.             | Flautino         | 2′             |
| 15.             | Quinte           | 1 ⁄3′          |
| 16.             | Cymbel           | 1′             |
| 17.             | Krummhorn        | 8′             |
|                 | Tremulant        |                |

| Pedal C–f1 |                |     |
| 18.        | Subbass        | 16′ |
| 19.        | Octavbass      | 08′ |
| 20.        | Gedecktbass    | 08′ |
| 21.        | Choralbass     | 04′ |
| 22.        | Jubalflöte     | 02′ |
| 23.        | Posaunenbass 0 | 16′ |

- Koppeln: II/I, I/P, II/P